# يوكاري هاشيموتو
يوكاري هاشيموتو (橋本由香利 هاشيموتو يوكاري) هي ملحنة يابانية.

## أعمالها في الدراما اليابانية
- سنجو كريزي بويز

## أعمالها في الأنمي

### مسلسلات أنمي تلفزيونية
- تورادورا!
- أسد مارس
- بنغويندرام
- يوريكوما أراشي
- غولدن تايم
- نوزاكي-كون من مجلة الفتيات الشهرية
- سانكاريا
- تادا-كون لا يقع في الحب
- حارسات التوجي
- أسوماتسو-سان

## وصلات خارجية
- يوكاري هاشيموتو على موقع IMDb (الإنجليزية)
- يوكاري هاشيموتو على موقع IMDb (الإنجليزية)
- يوكاري هاشيموتو على موقع ميوزك برينز (الإنجليزية)
- يوكاري هاشيموتو على موقع ديسكوغز (الإنجليزية)
- يوكاري هاشيموتو على موقع قاعدة بيانات الفيلم (الإنجليزية)
- يوكاري هاشيموتو على موقع كينوبويسك (الروسية)
- يوكاري هاشيموتو على موقع ANN person (الإنجليزية)